# Сельское поселение Салейкино
Сельское поселение Салейкино — муниципальное образование в Шенталинском районе Самарской области России.
Административный центр — село Салейкино.

## Административное устройство
В состав сельского поселения Салейкино входят:
- село Салейкино,
- село Тимяшево,
- посёлок Ясная Поляна,
- деревня Подлесная Андреевка,
- деревня Старое Афонькино.